# Palazzo e museo Manial
Il Palazzo Manial è un antico palazzo dell'epoca della Dinastia alawita situato sull'Isola di Roda sul Nilo. Si trova nella zona della Sharia Al-Saray, nel distretto di El-Manial, nel sud de Il Cairo, in Egitto. Il palazzo e la tenuta sono stati conservati in quanto il Consiglio supremo delle antichità ha diretto il museo e la tenuta della casa storica, riflettendo l'ambientazione e lo stile di vita del principe reale ed erede egiziano della fine del XIX e dell'inizio del XX secolo. Il complesso della residenza, composto da cinque edifici separati e dallo stile caratteristico, è circondato da giardini persiani all'interno di un ampio parco di proprietà con giardini all'inglese, lungo un piccolo ramo del Nilo.

## Storia
Il Palazzo Manial fu costruito dal principe Mohammed Ali Tewfik (1875-1955), zio del re Farouk, tra il 1899 e il 1929. Lo fece progettare in uno stile che integrava l'Art Nouveau e il Rococò con molti stili di architettura islamica tradizionale tra cui ottomano, moresco, persiano, creando combinazioni ispirate nel design spaziale, decorazioni architettoniche e interne e materiali sontuosi. Ospitava le sue vaste collezioni di arte, mobili, abbigliamento, argento, oggetti d'arte e manoscritti medievali. Le piastrelle di ceramica dell'ingresso e della moschea sono state create dal ceramista armeno David Ohannessian, originario di Kutahya.

## Museo
Il palazzo, gli arredi e le collezioni del principe furono donati al Consiglio supremo delle antichità egiziane nel 1955. Il Palazzo e la tenuta Manial sono un museo pubblico di arte e storia, con giardini storici e parco naturale boscoso. C'è anche lo Hunting Lodge Museum, che apparteneva al defunto re Farouk.

### Palazzo del Principe Muhammad Ali (Palazzo Manial)

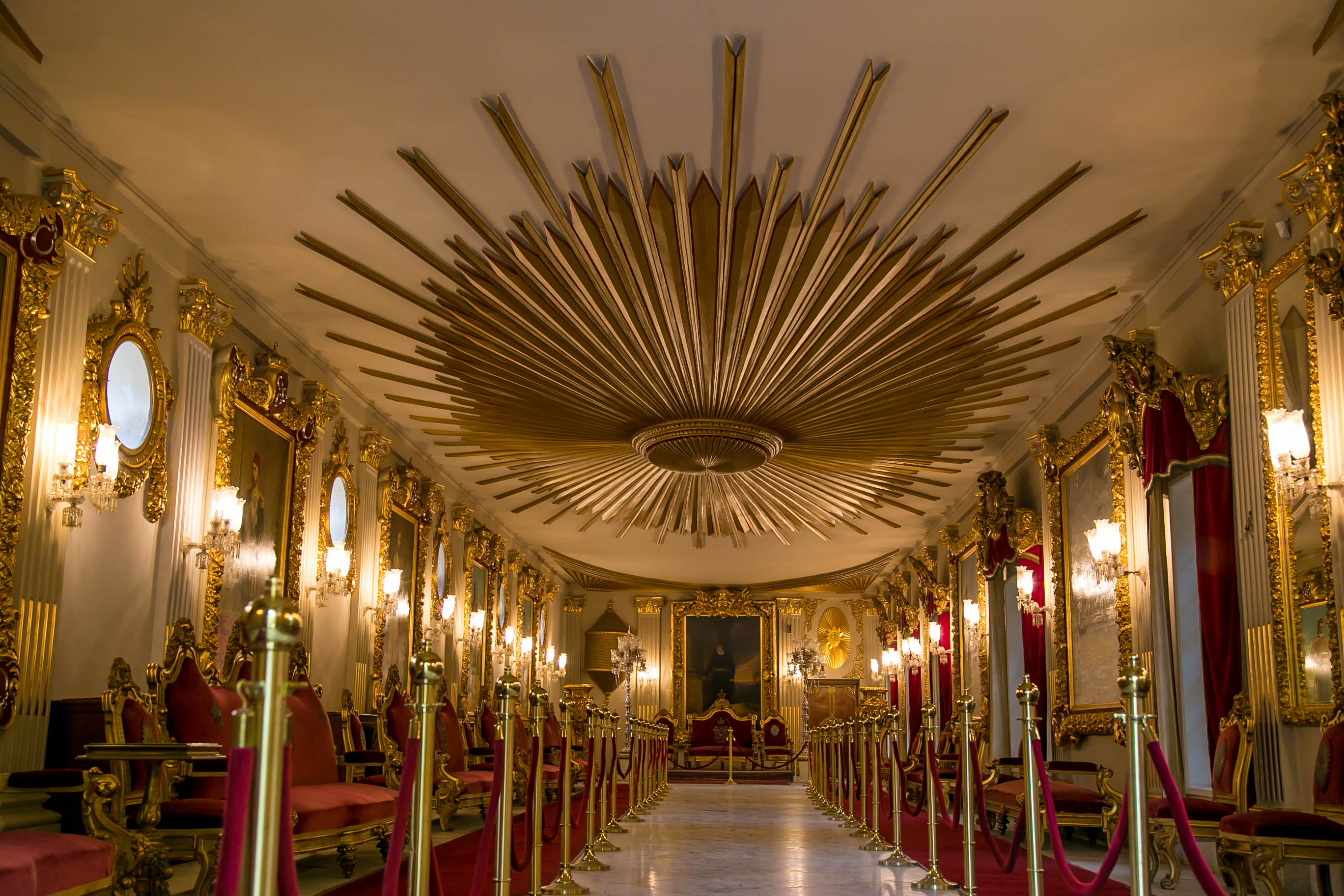
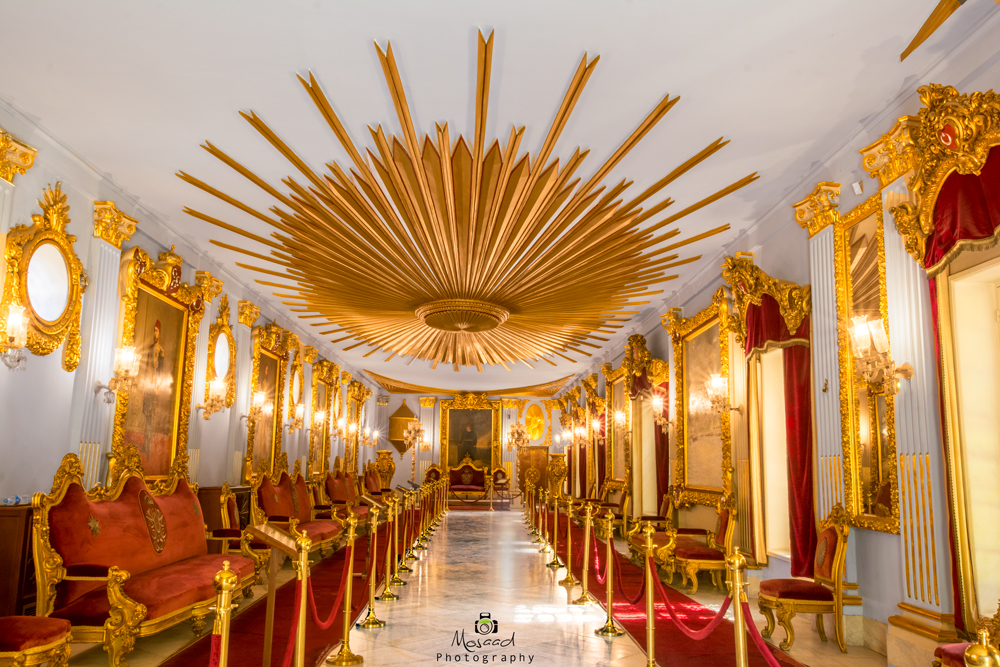
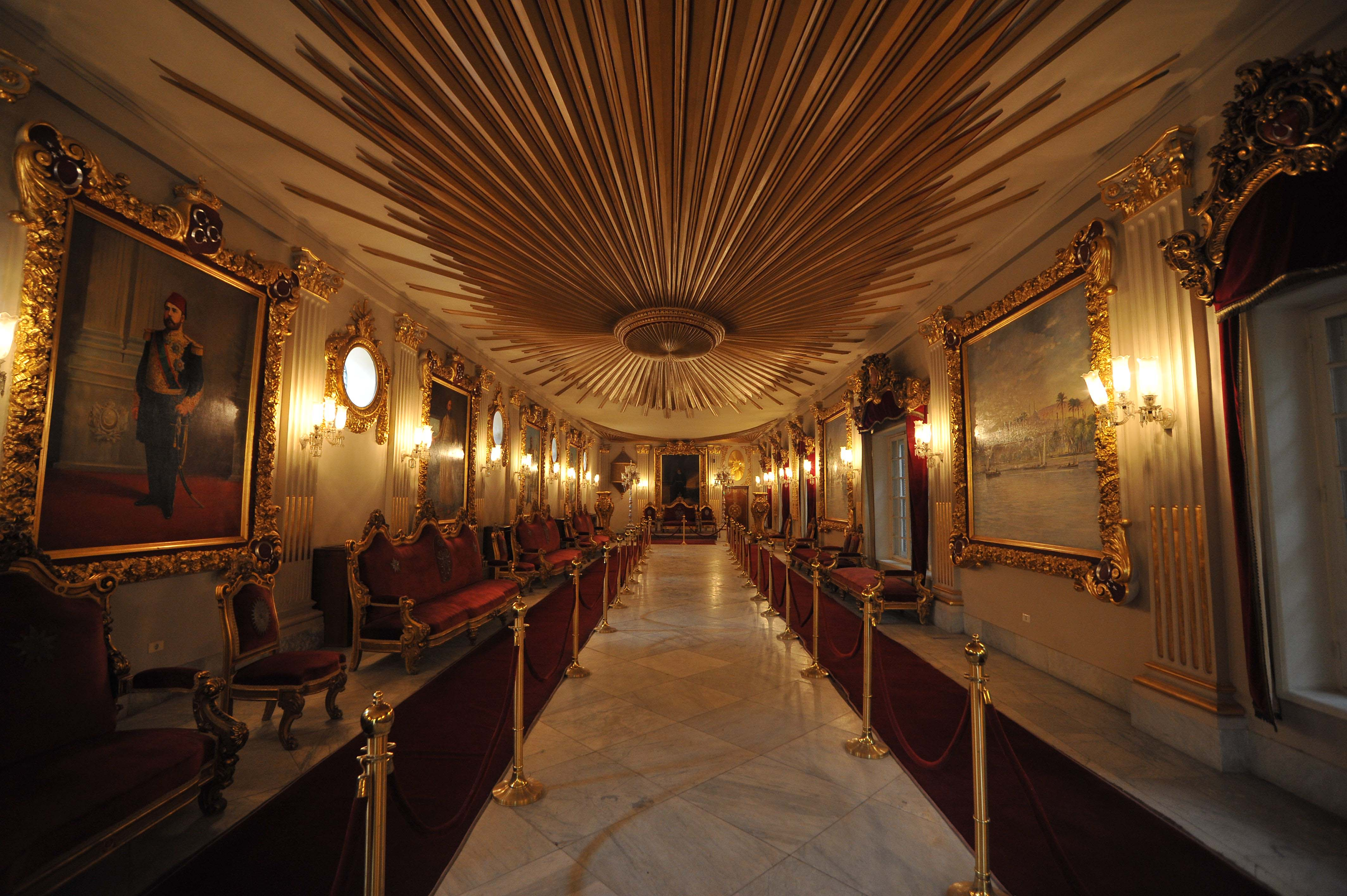
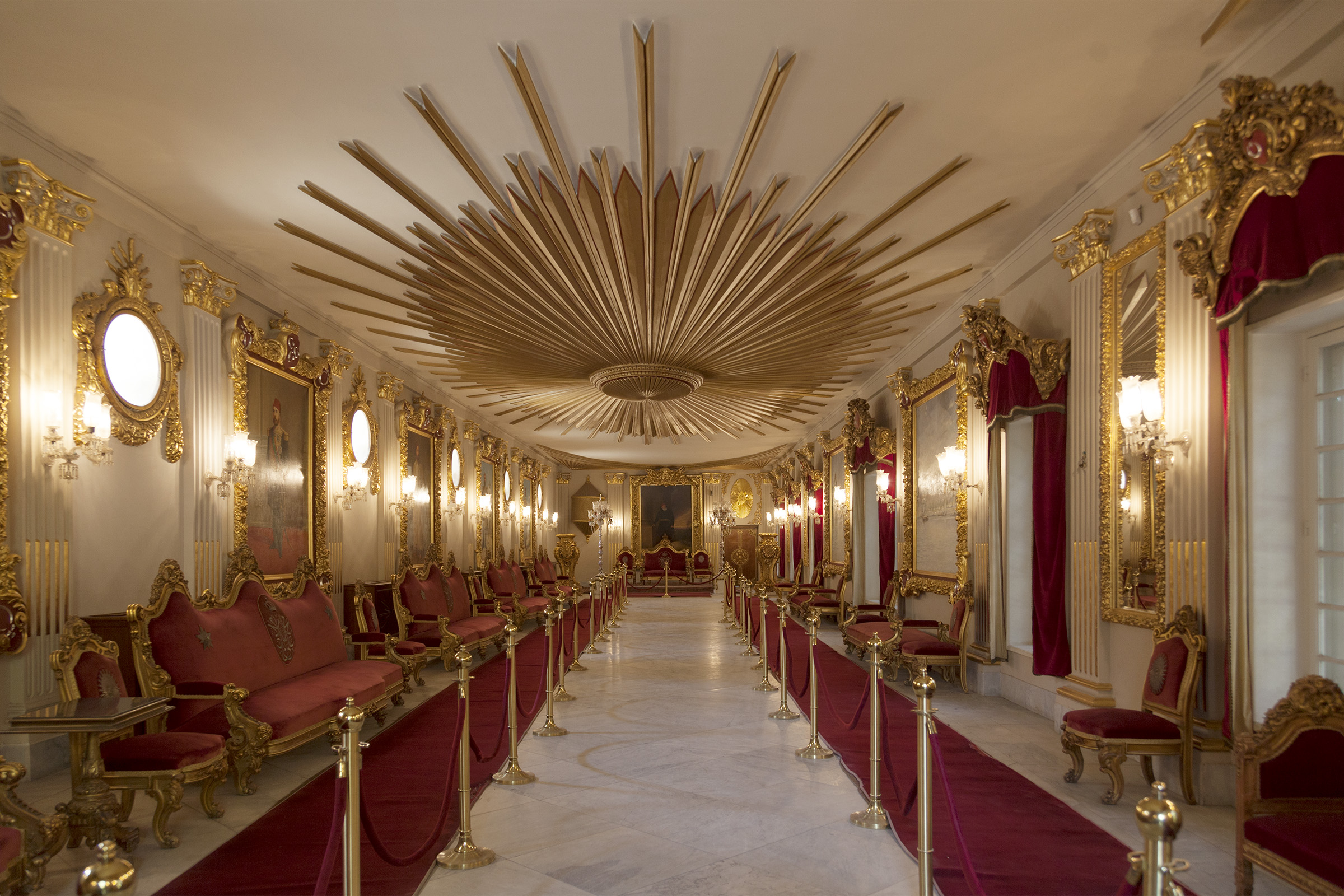
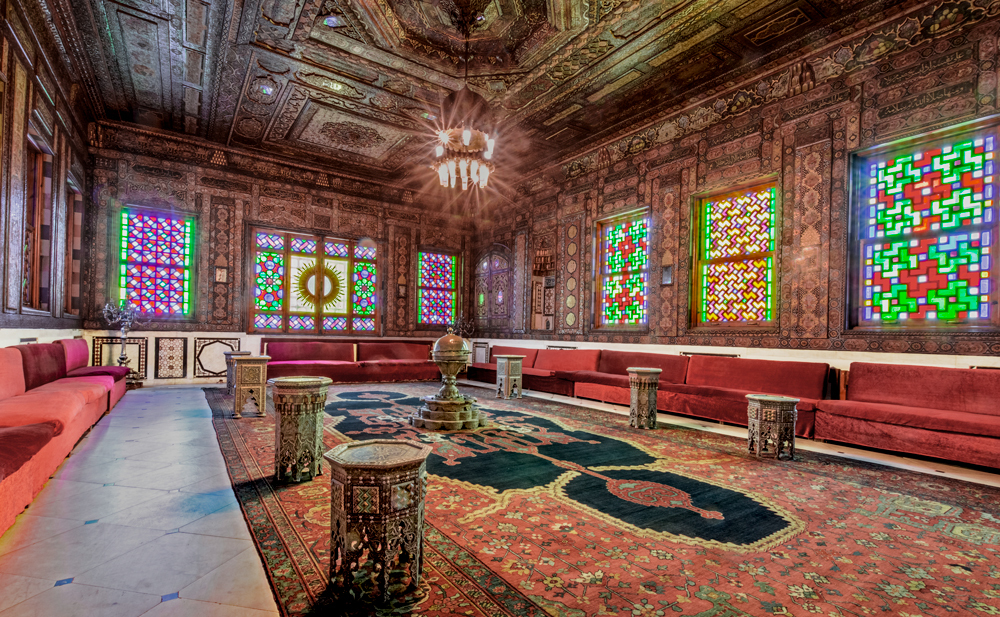
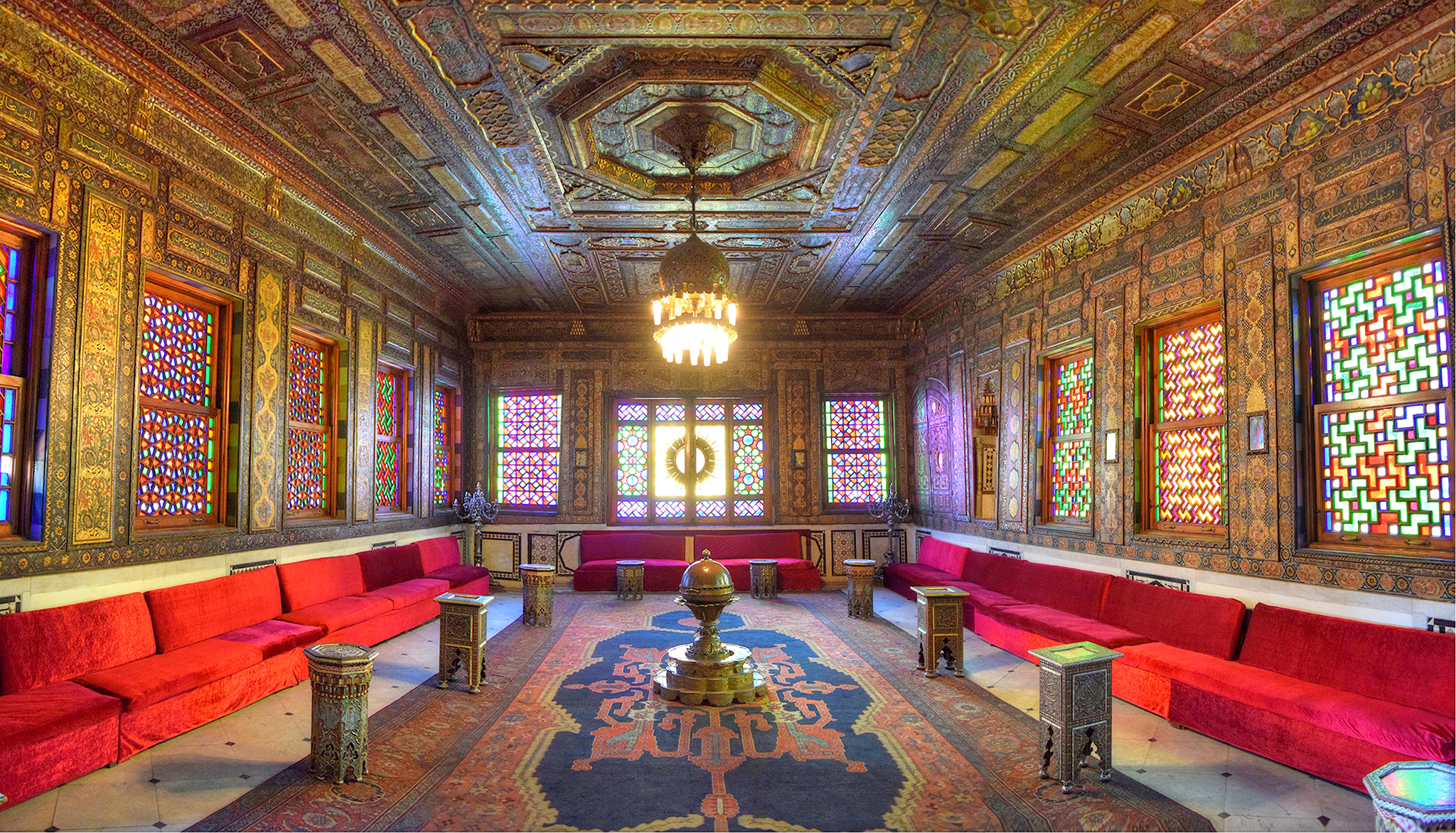
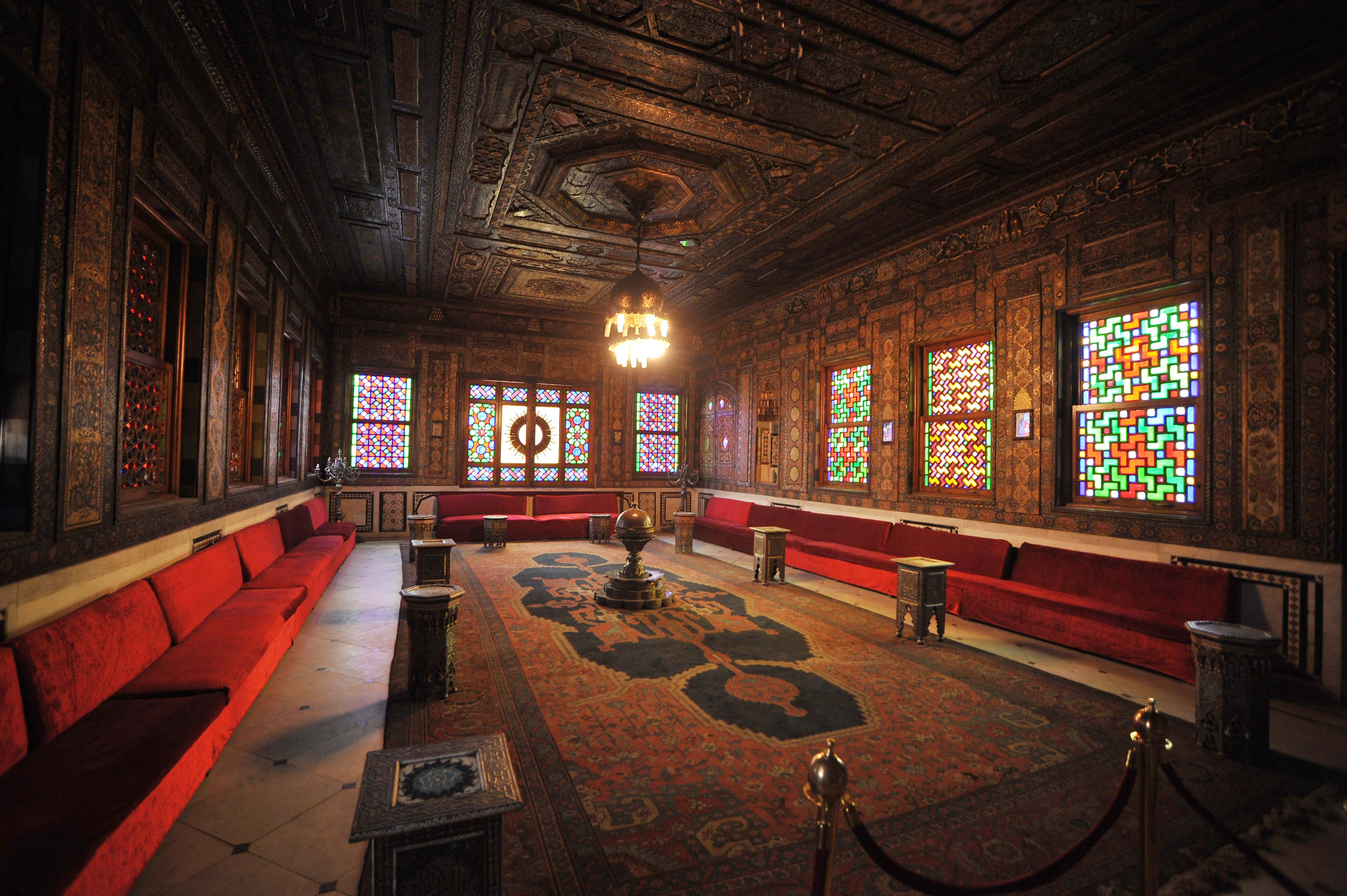
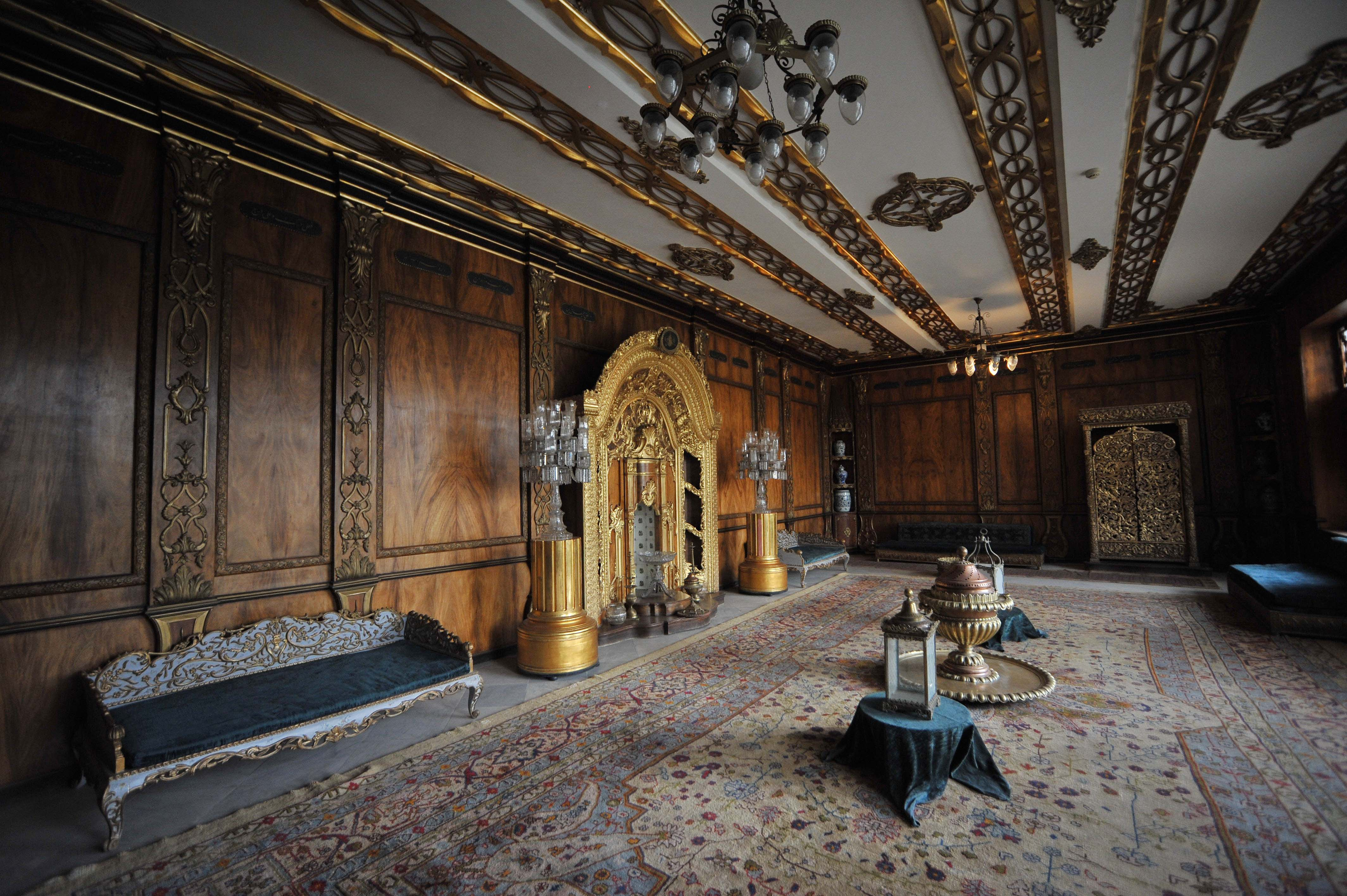
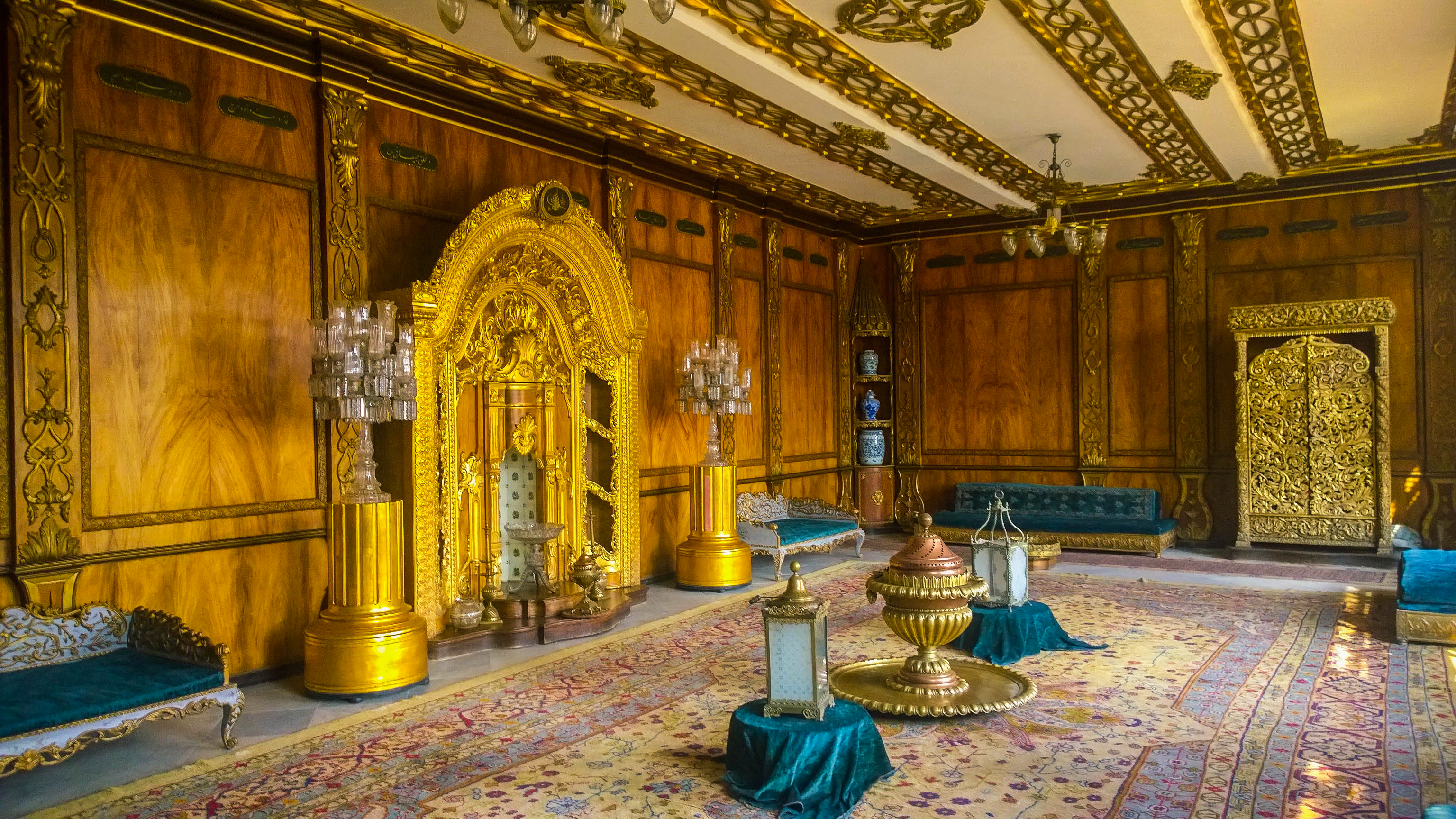
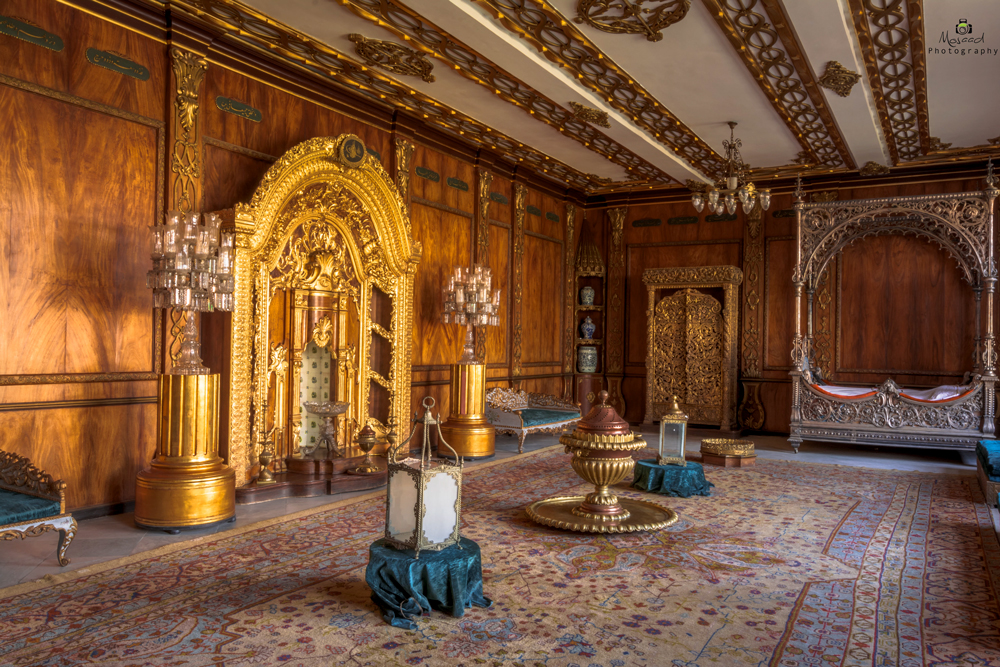
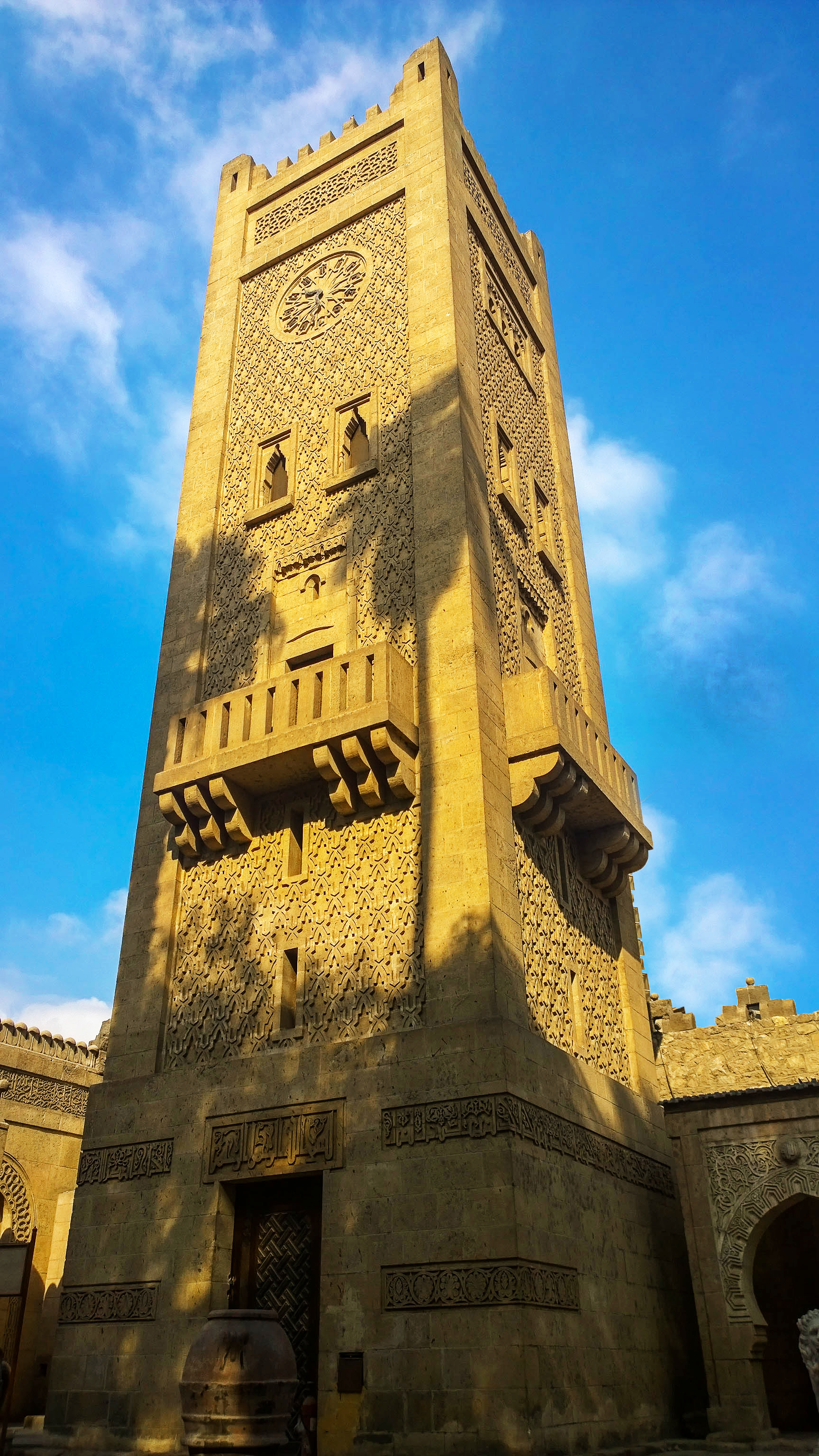
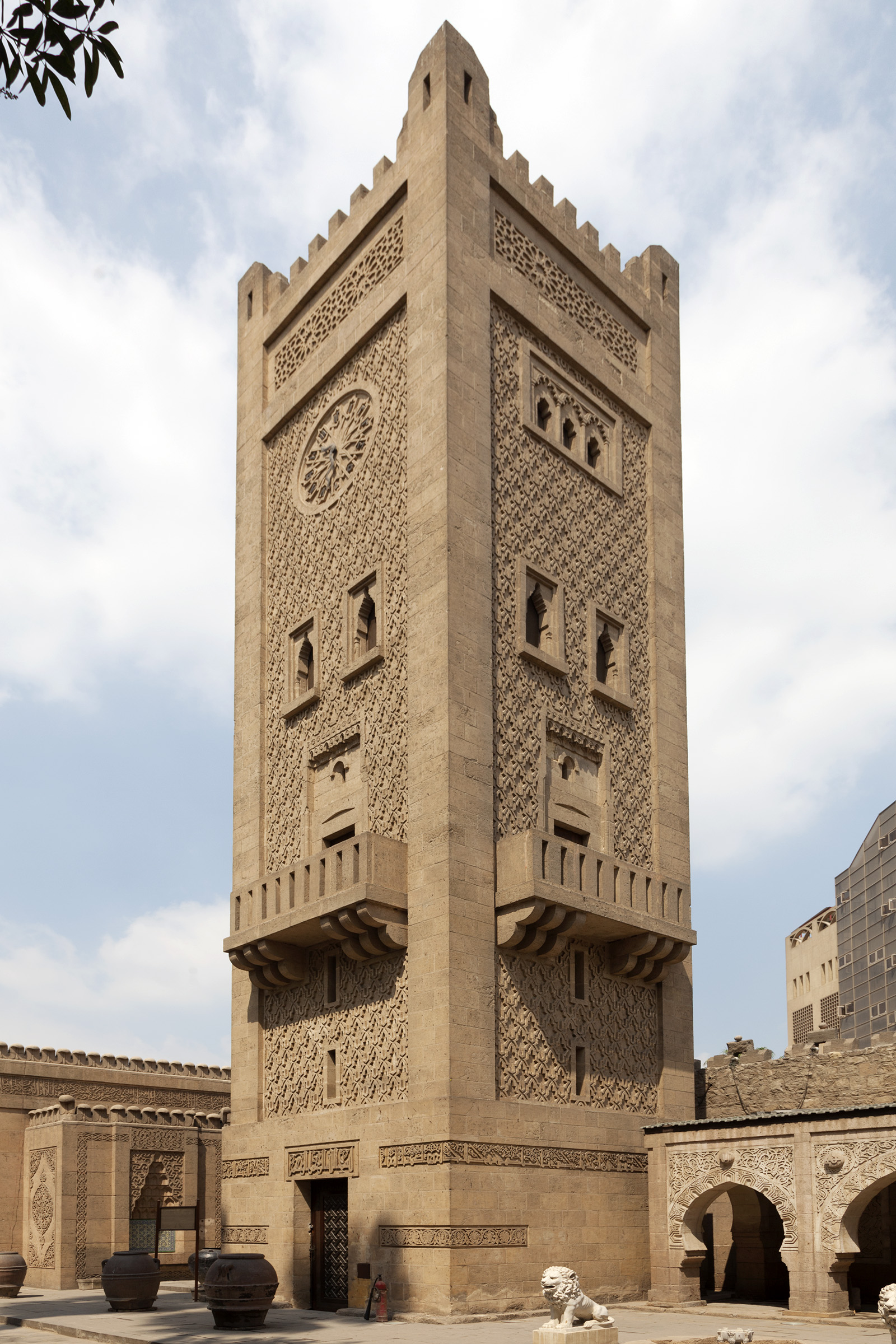
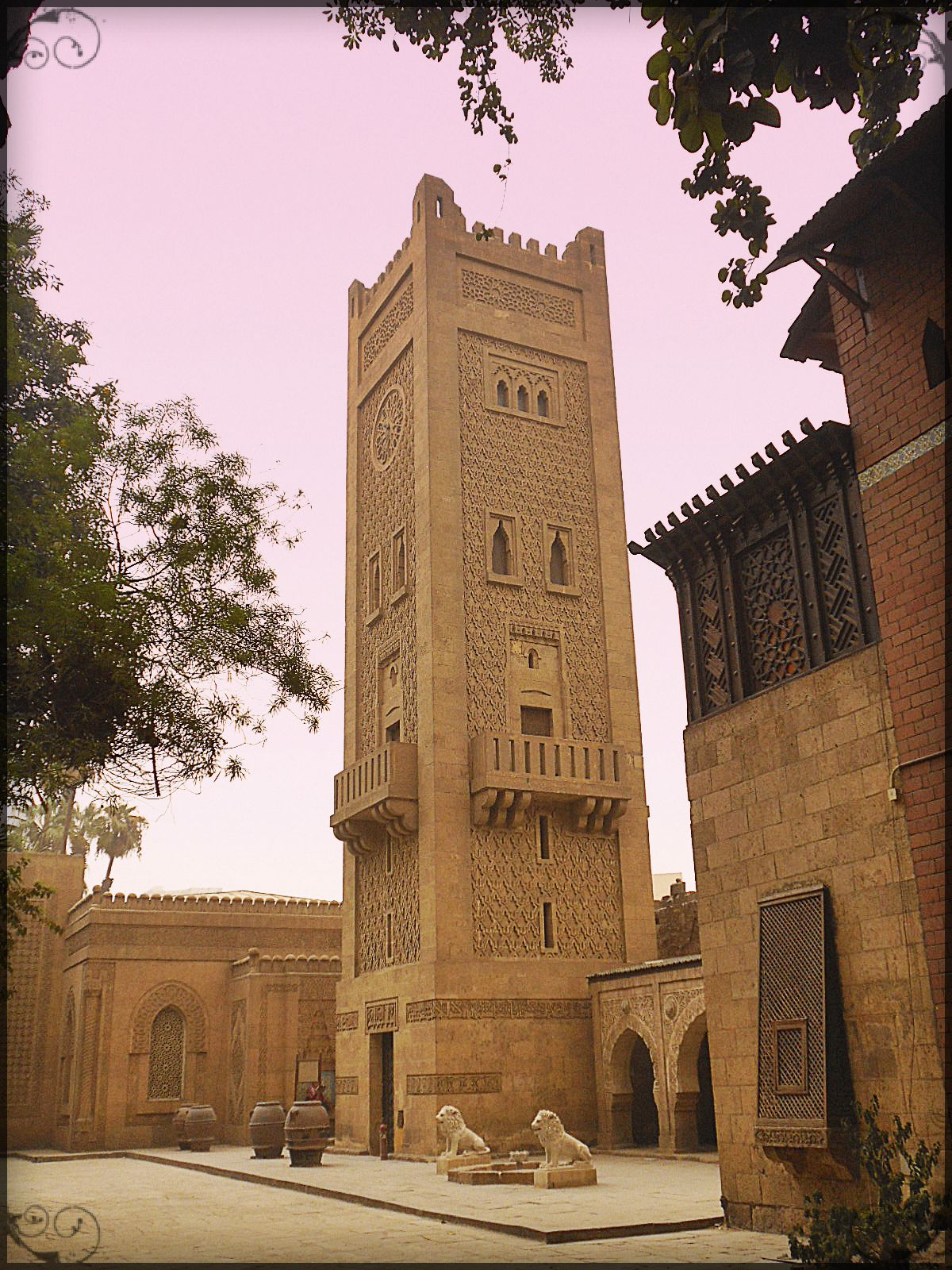
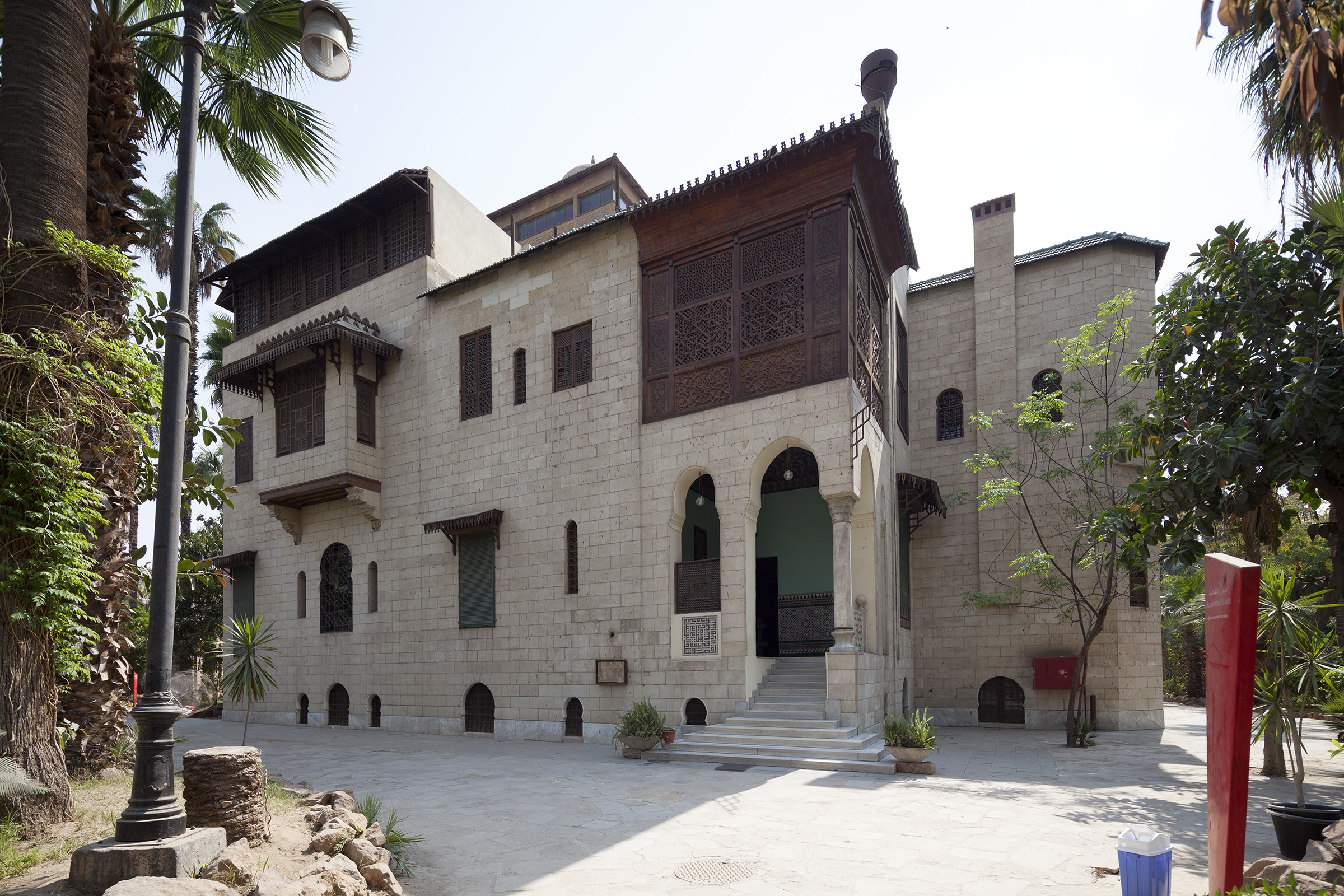
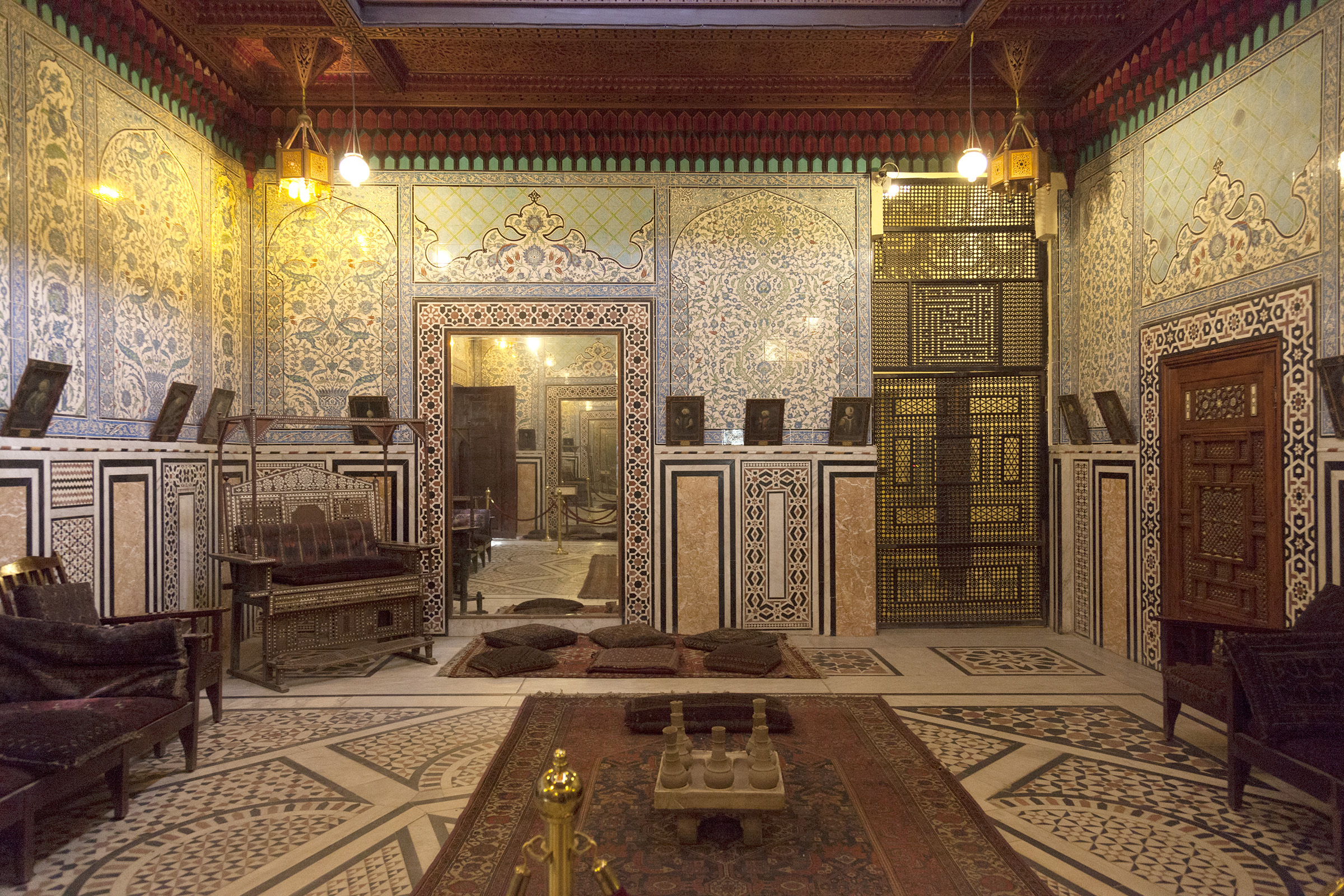
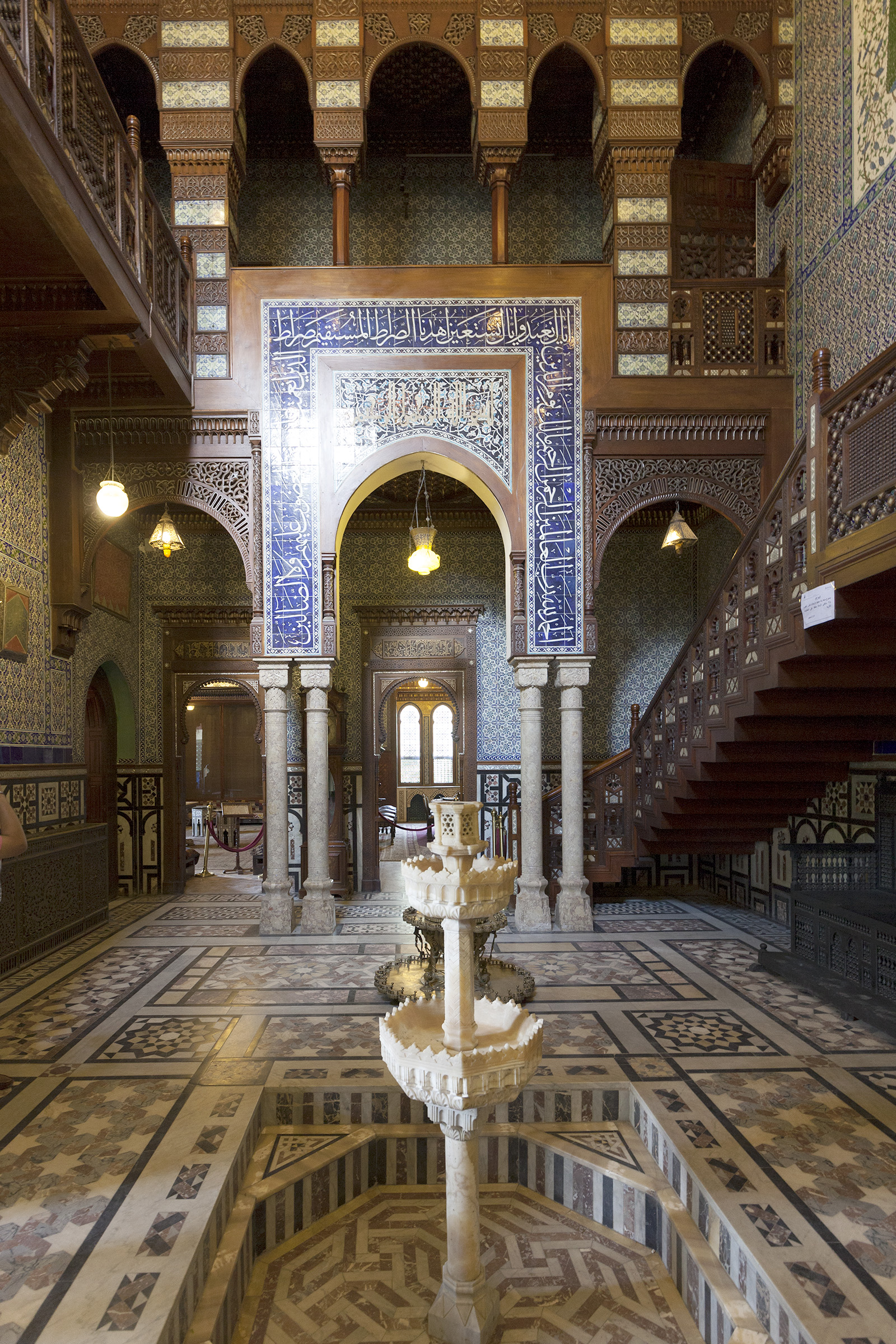
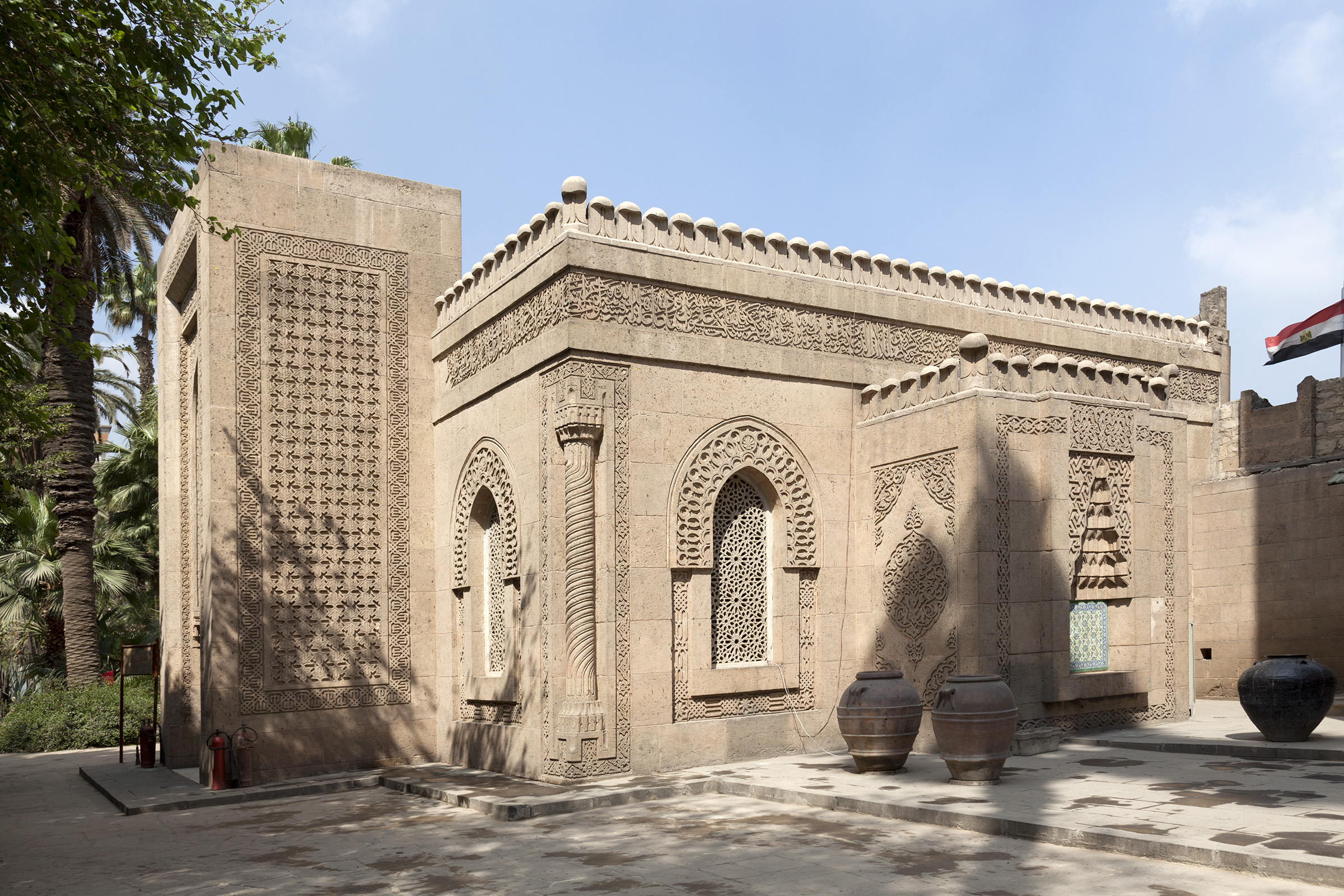
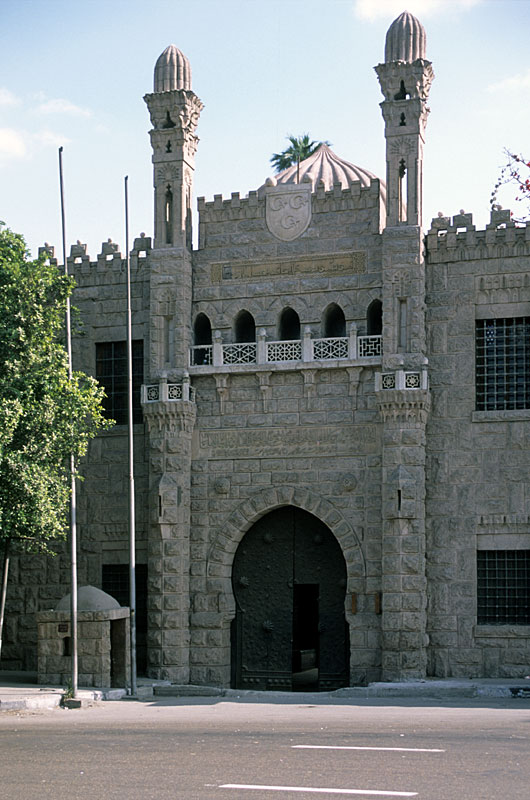
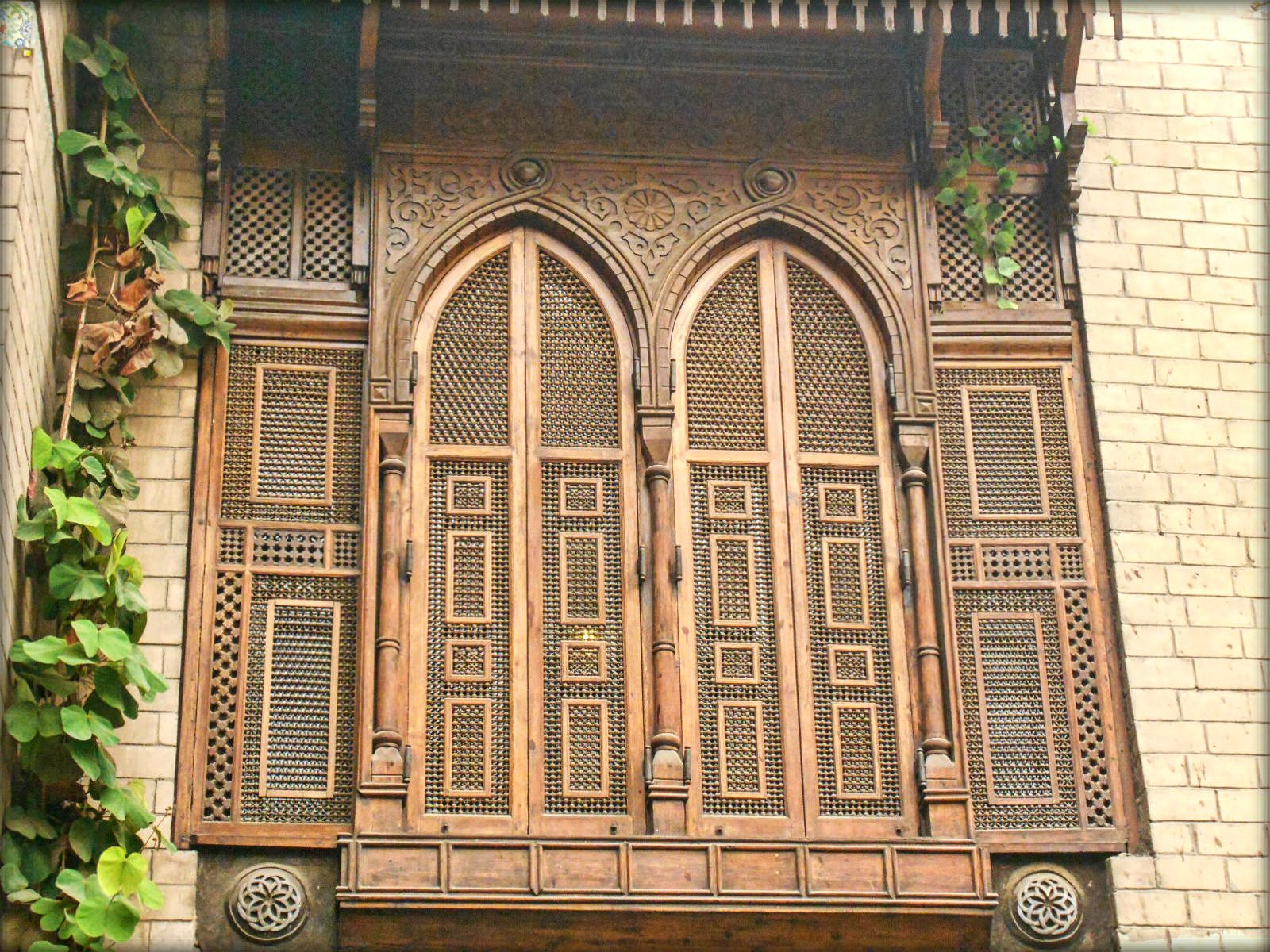
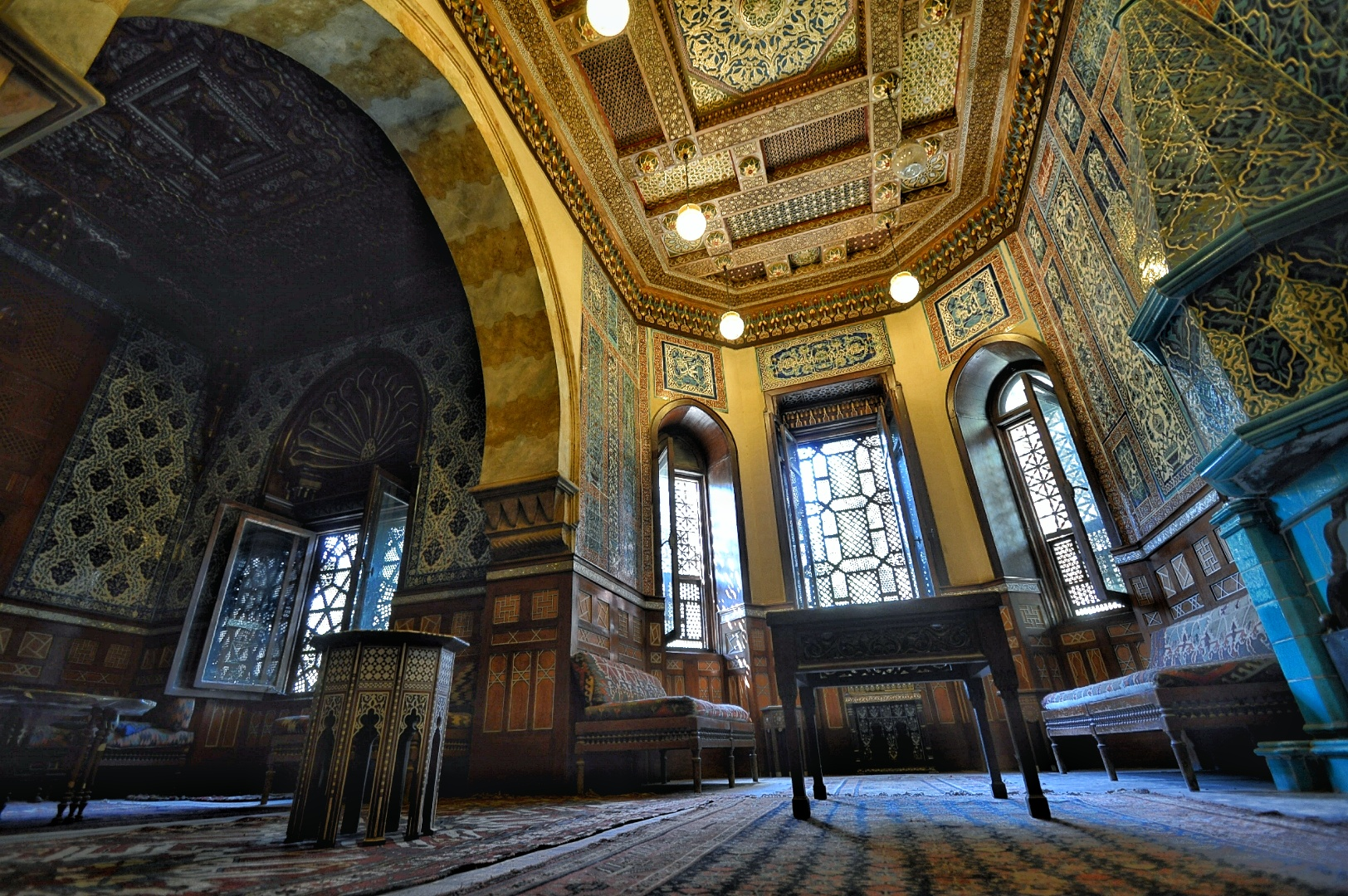
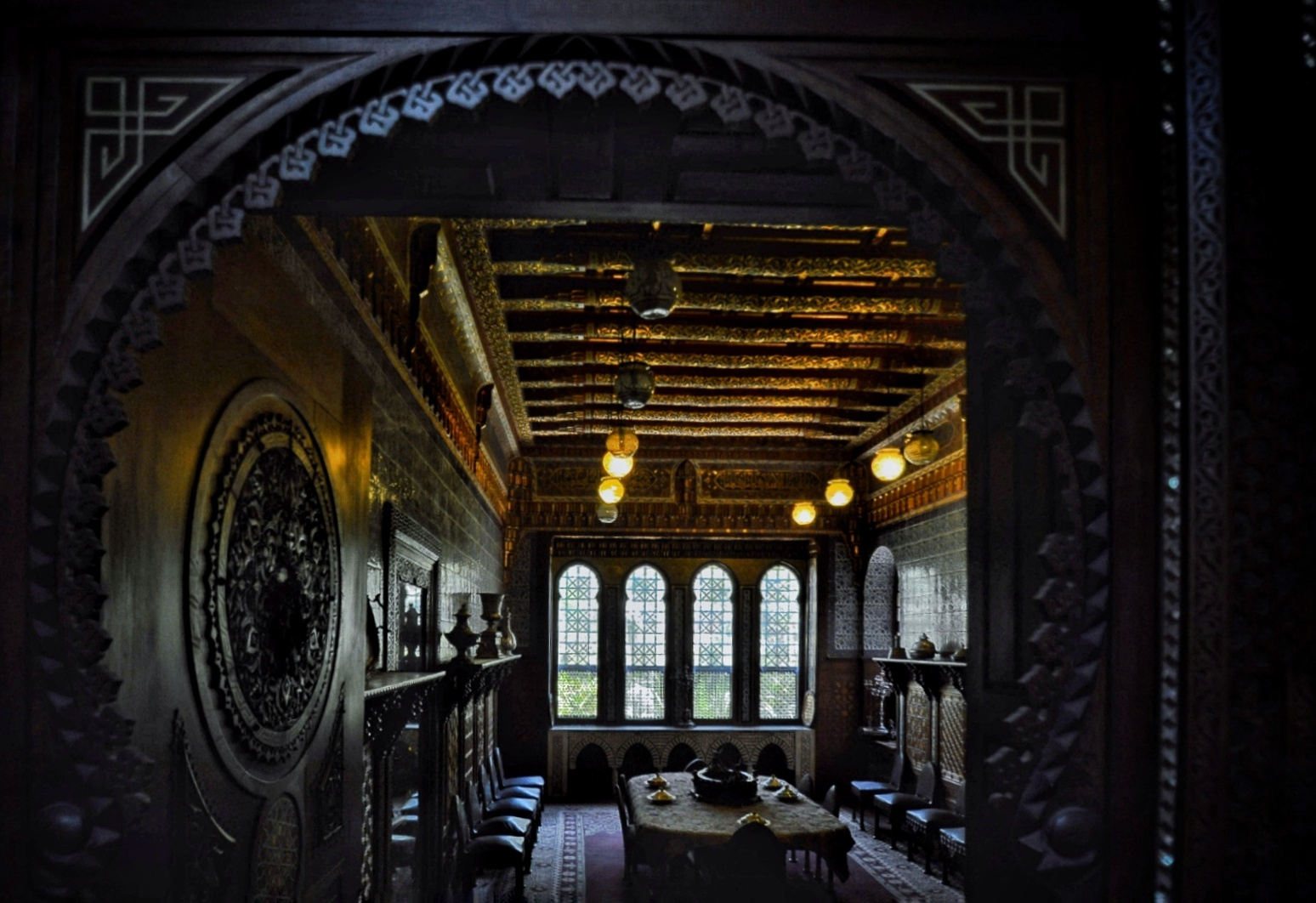
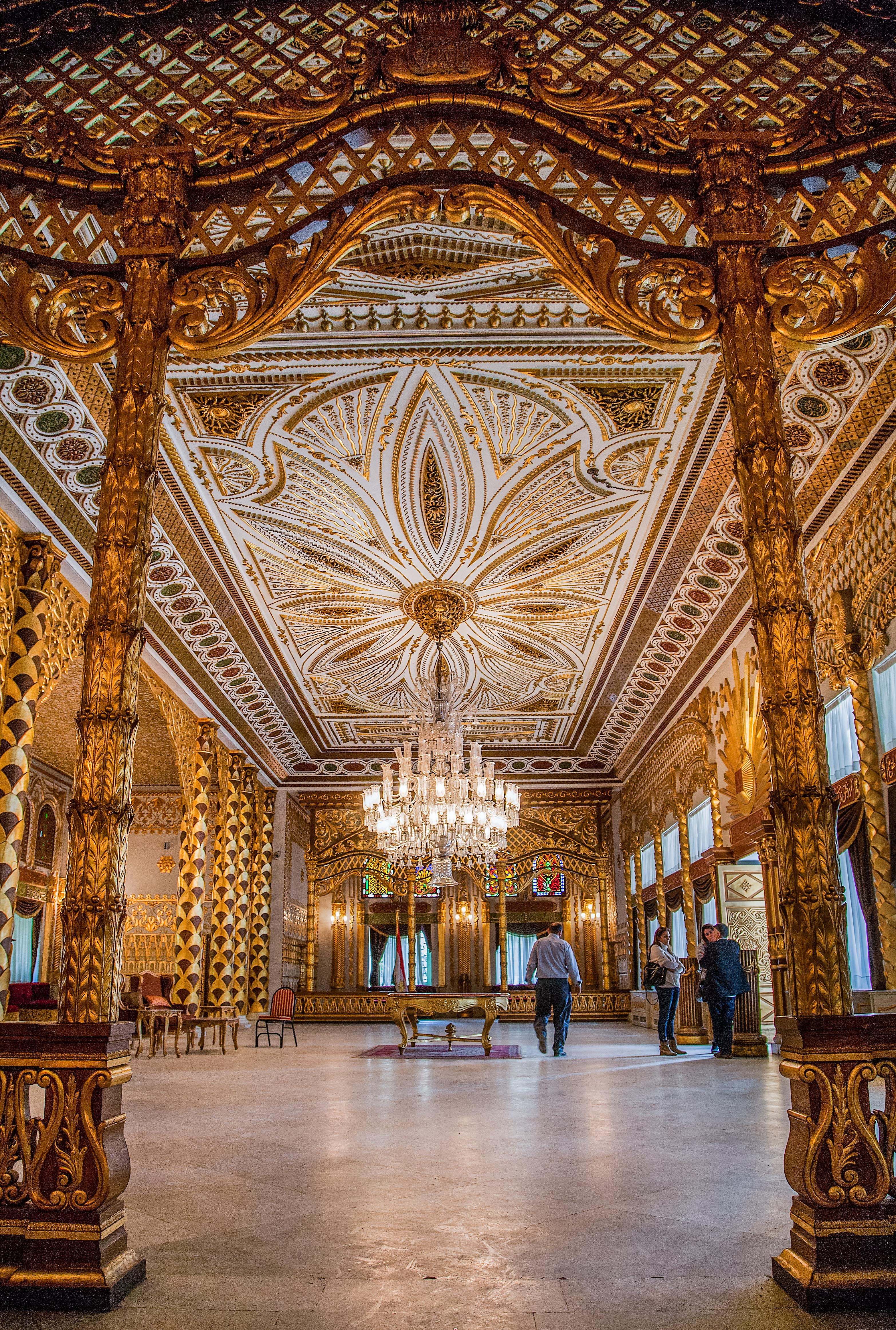
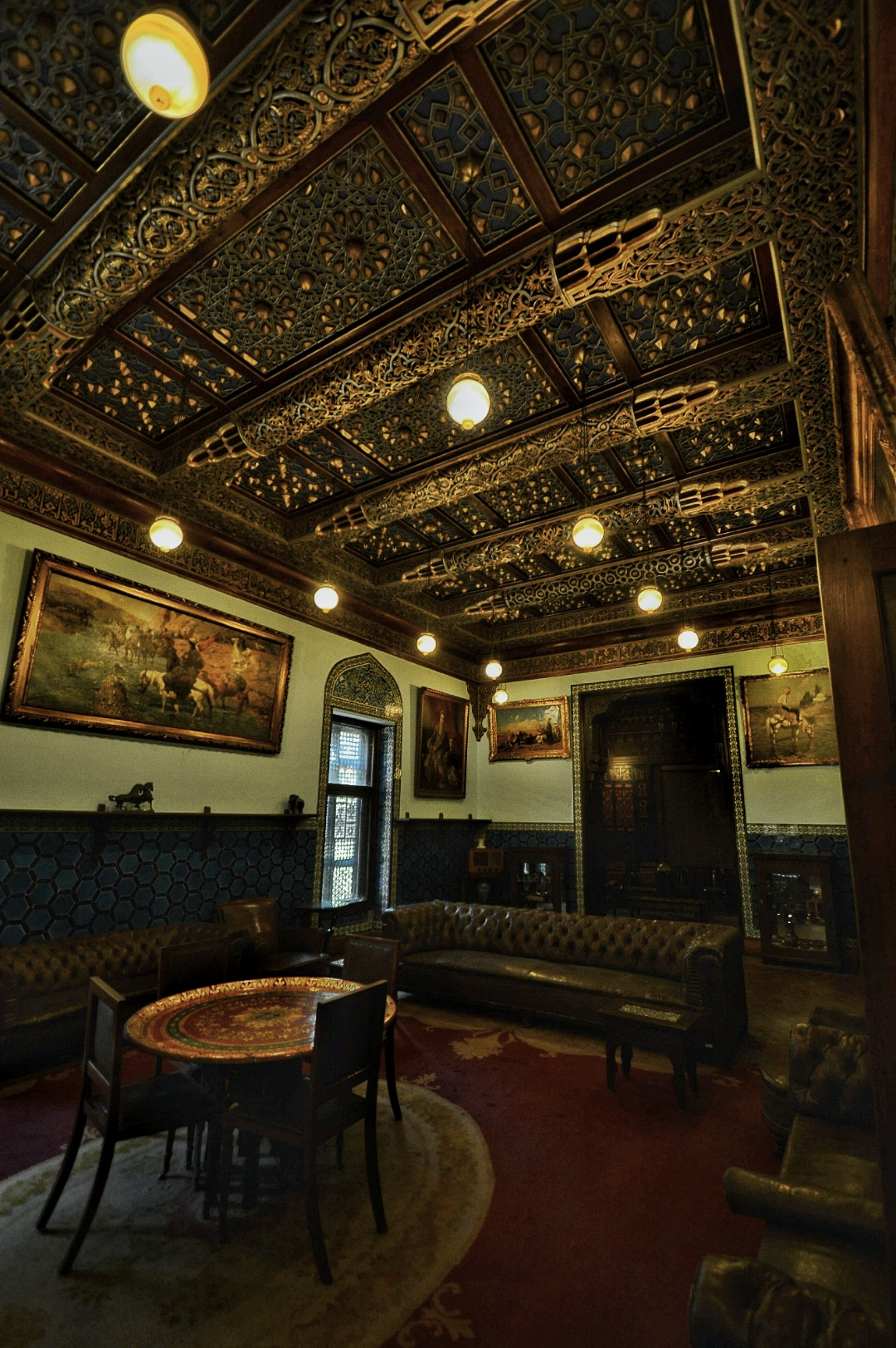
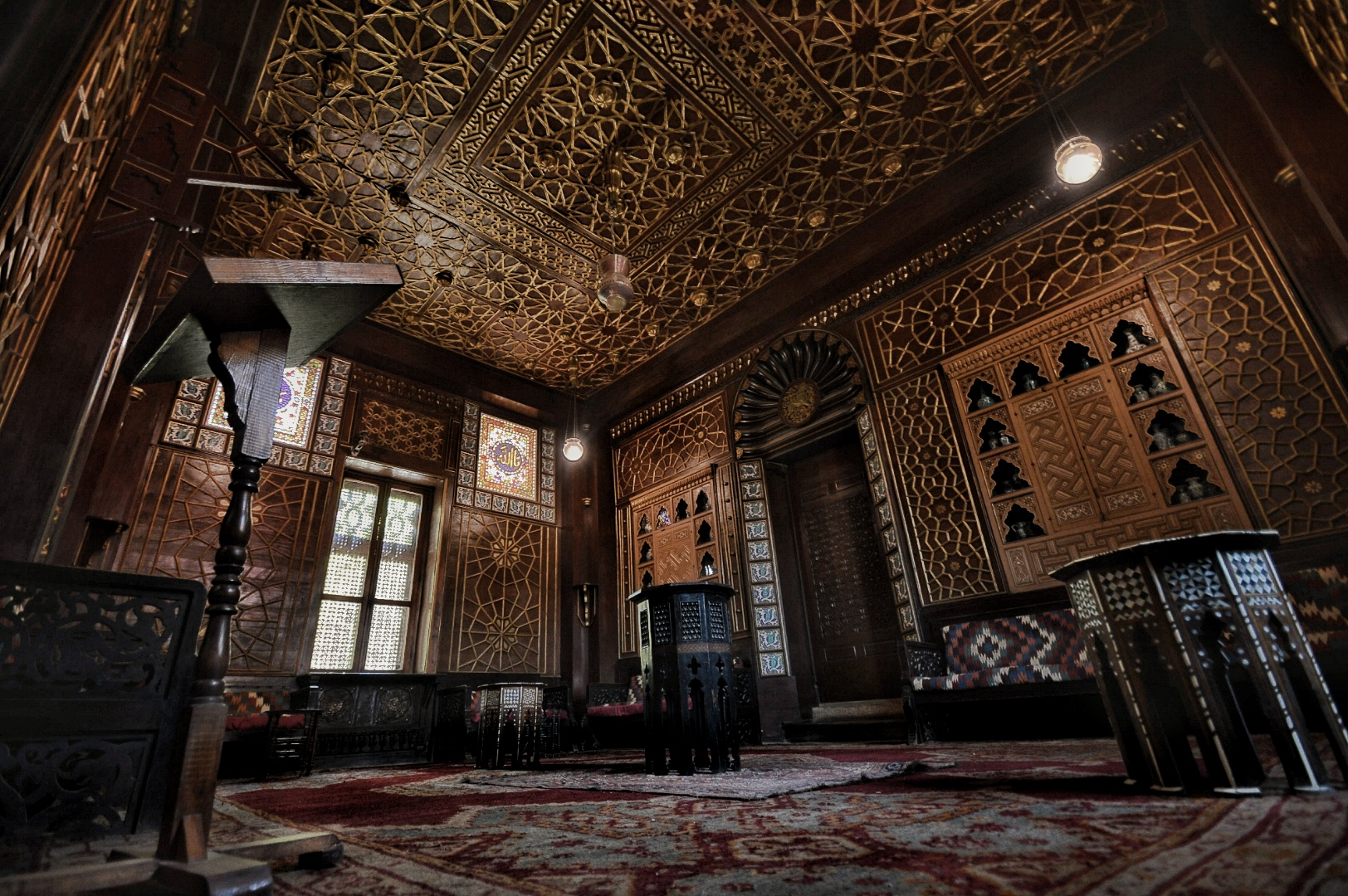
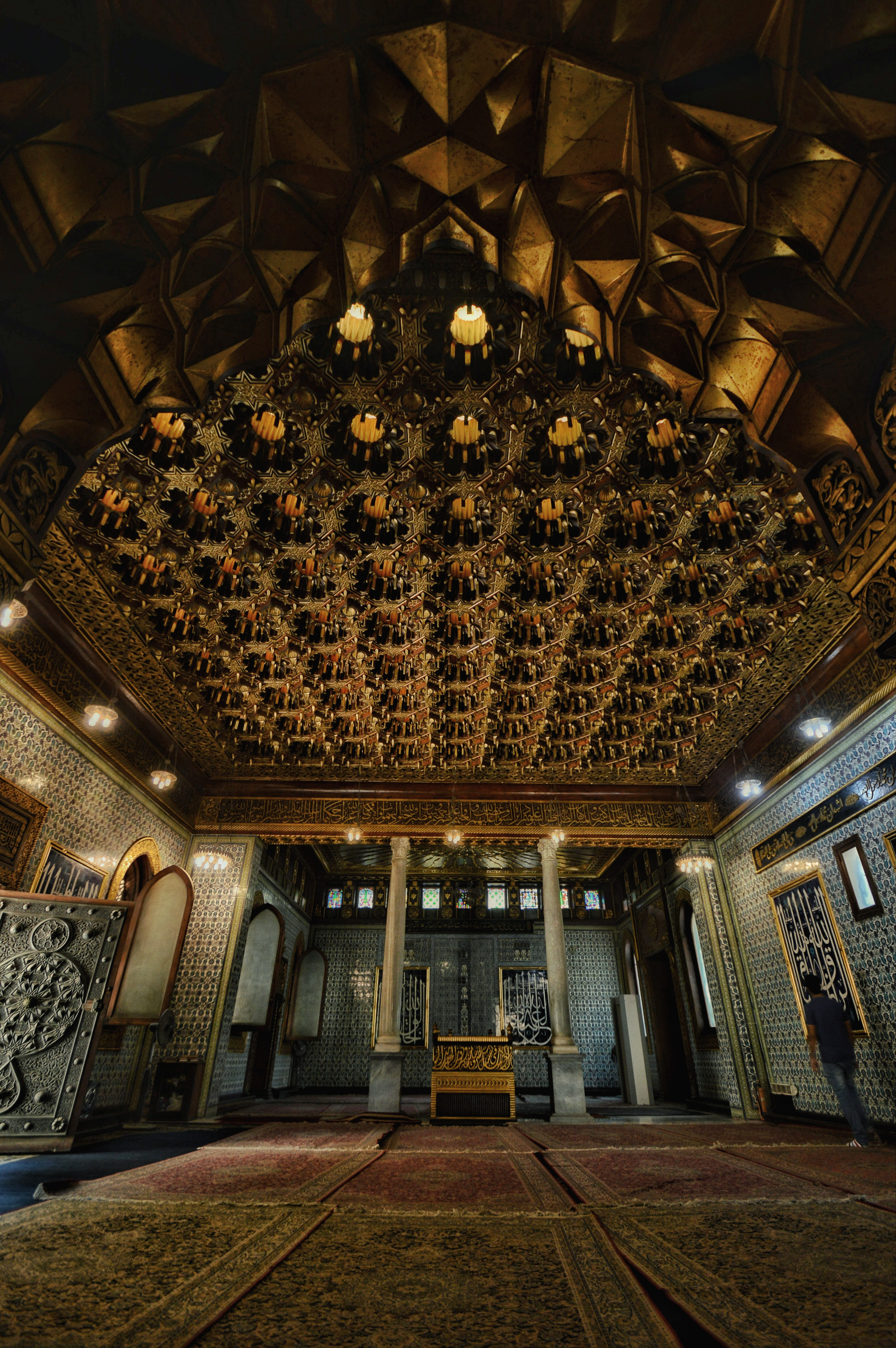
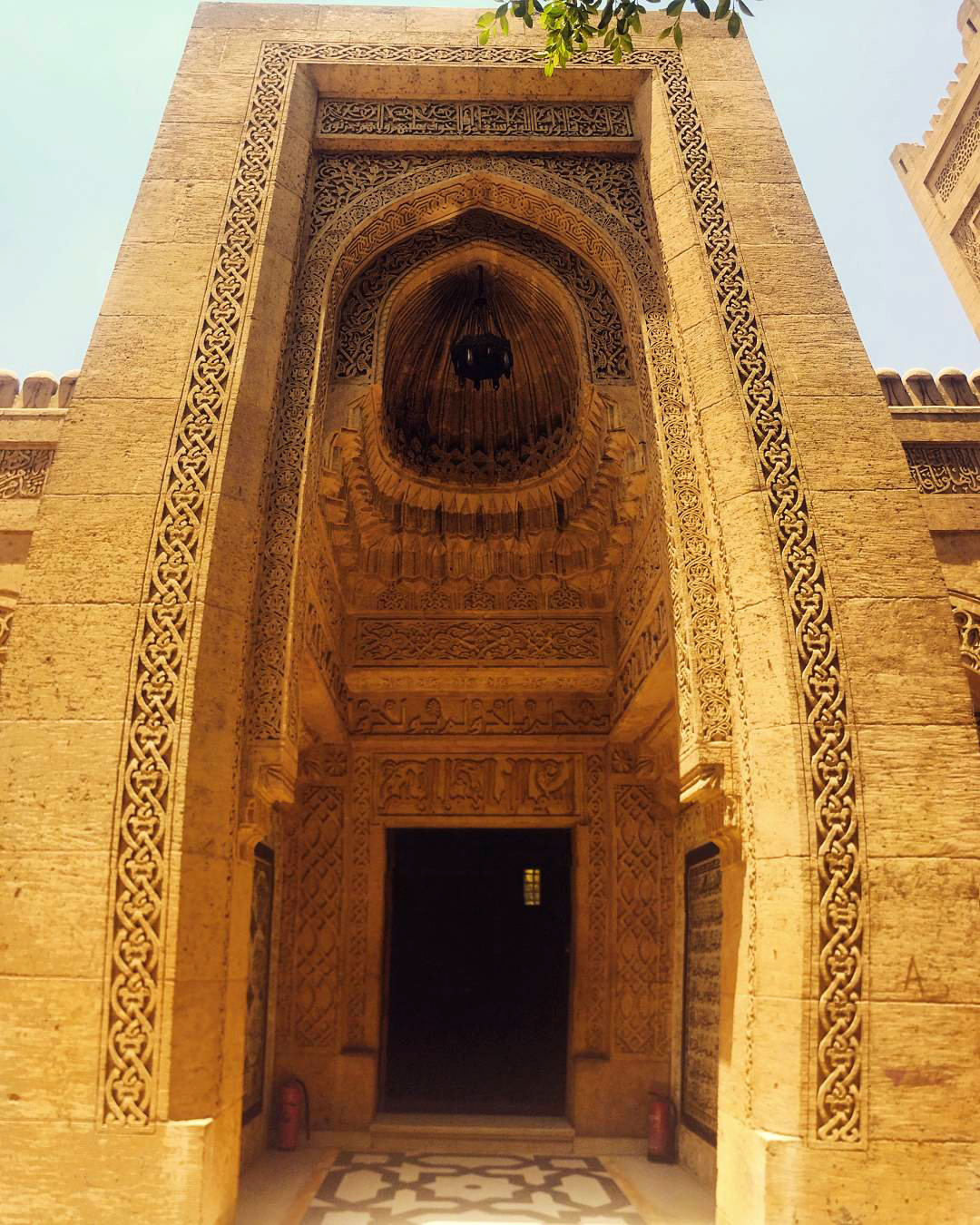
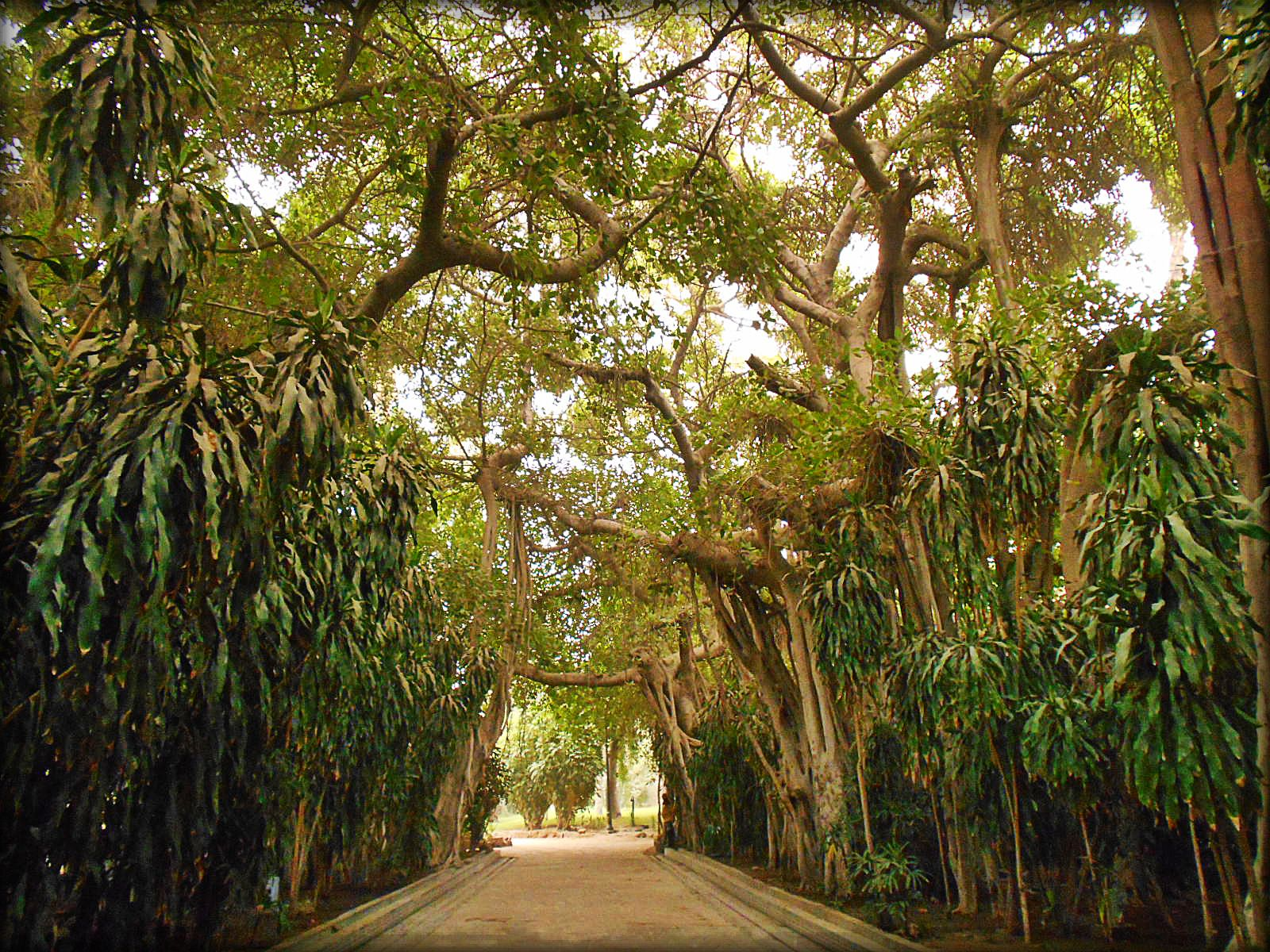
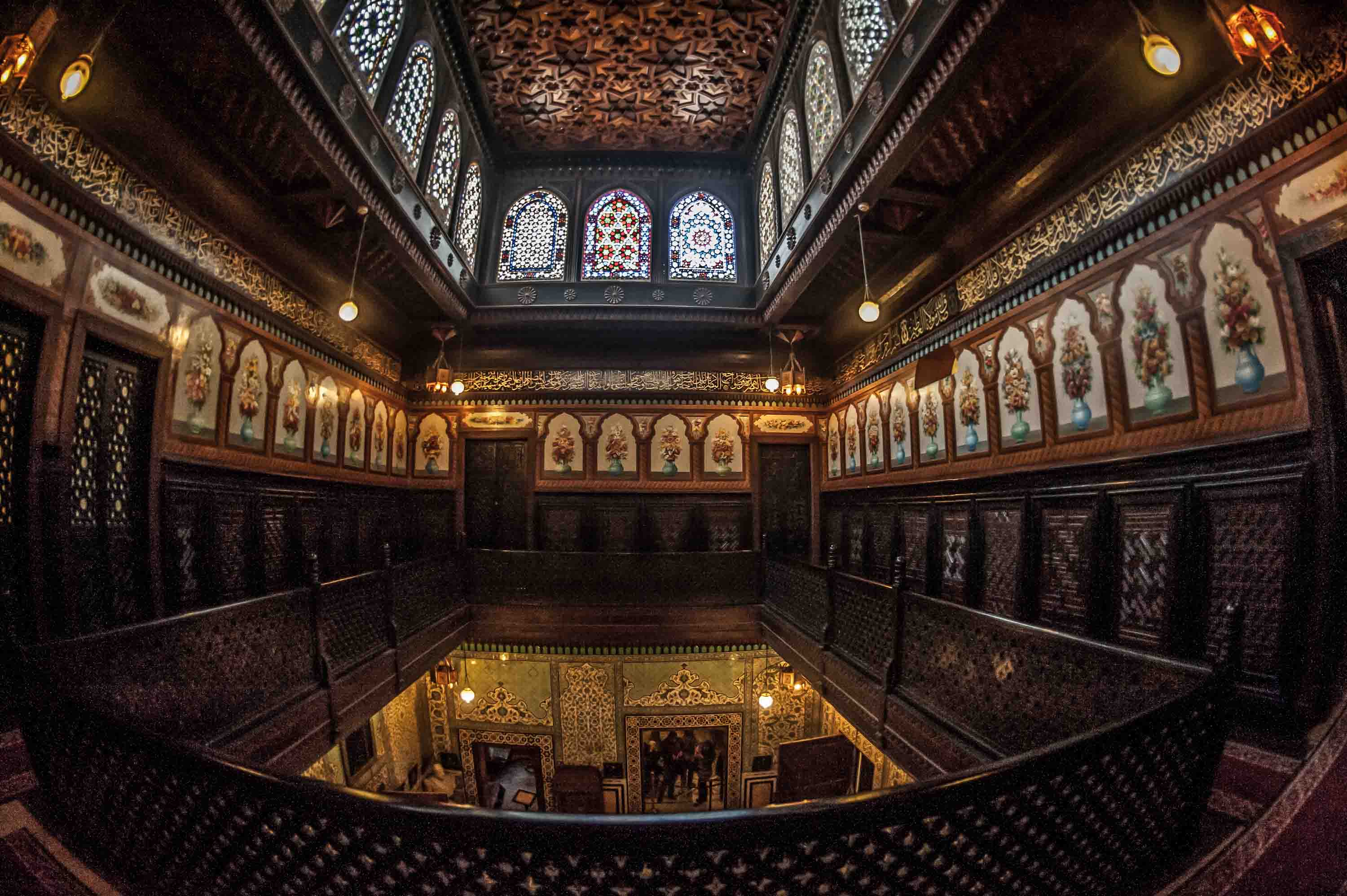
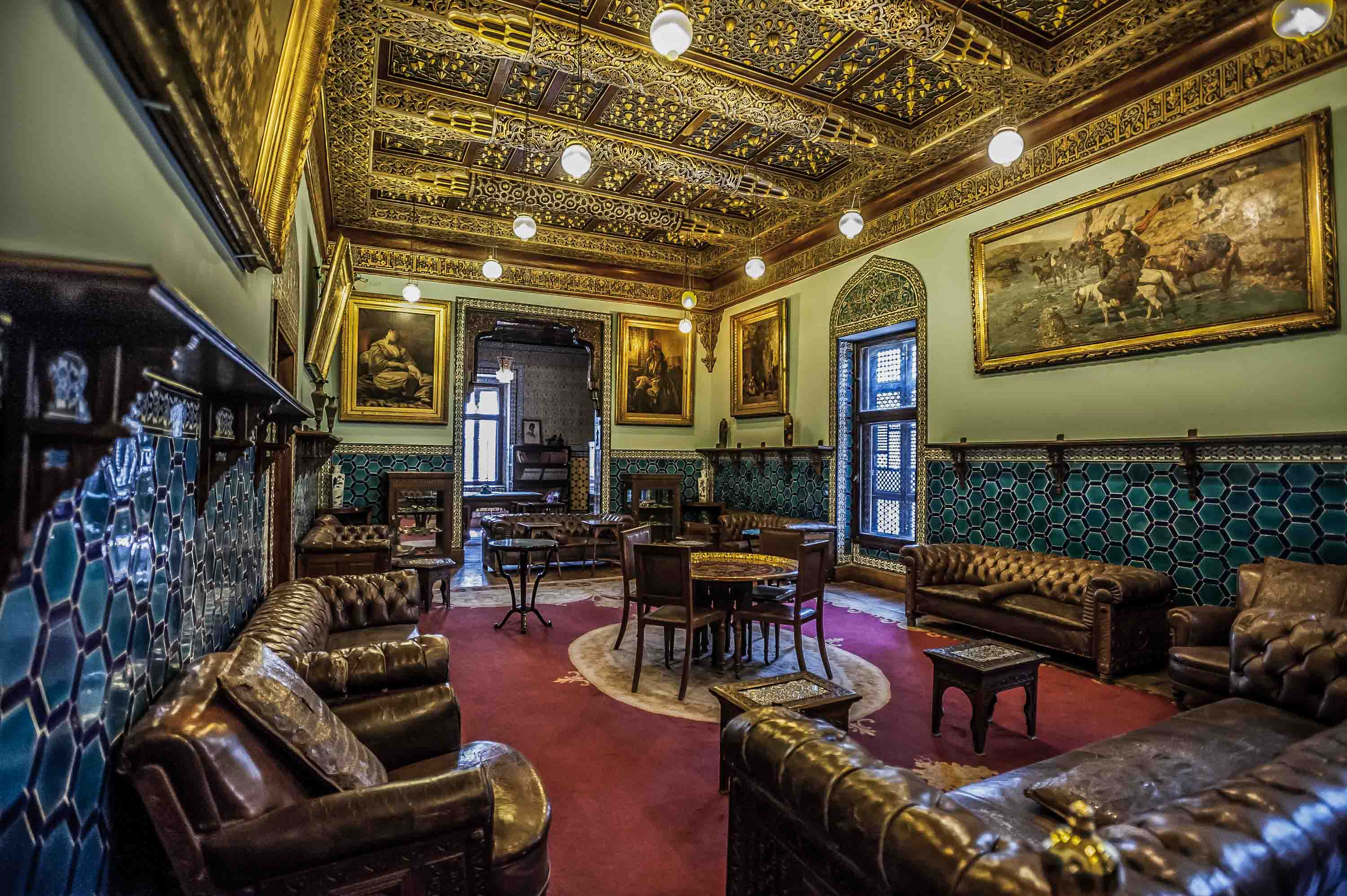
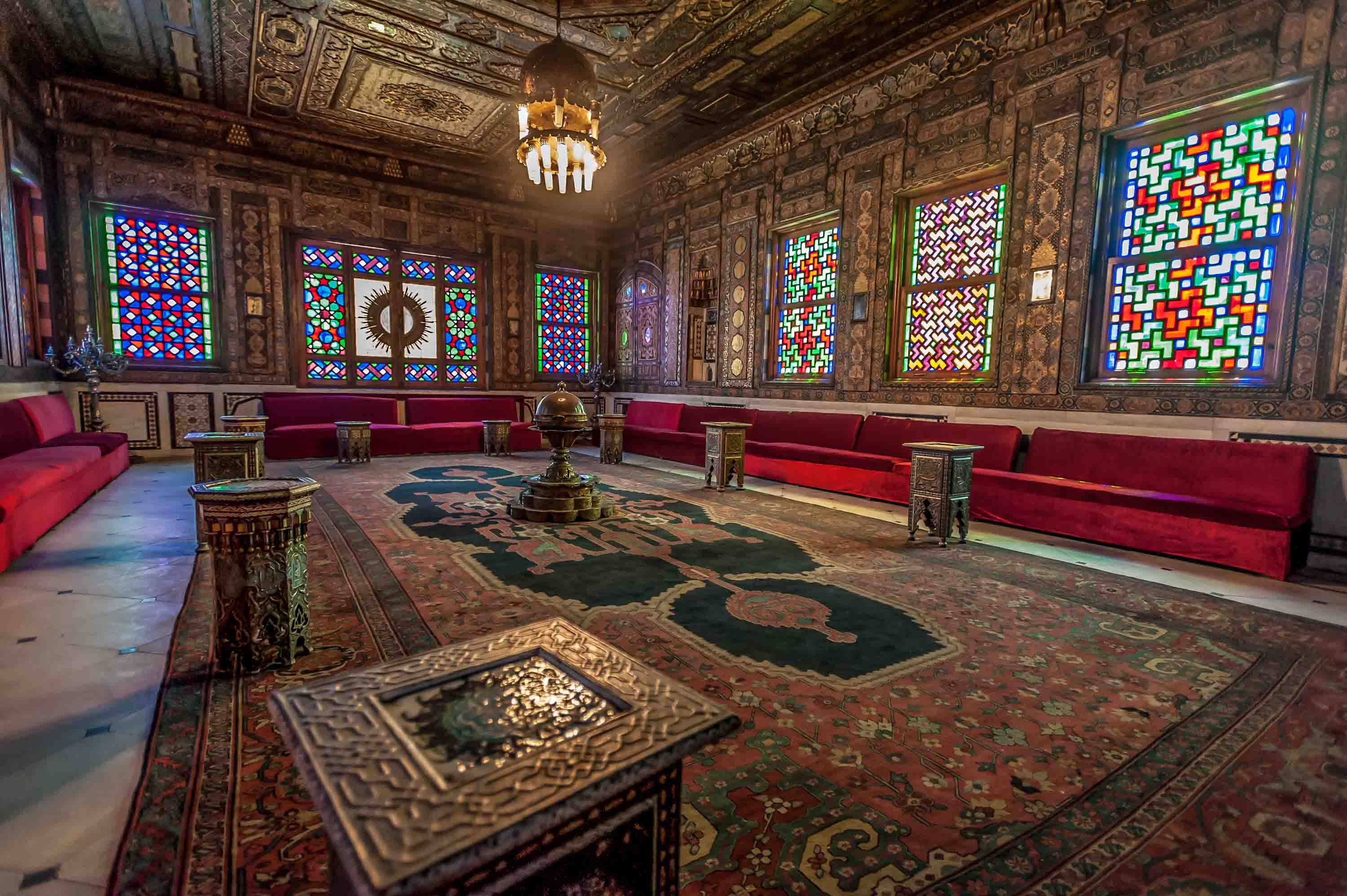

## Voci correlate

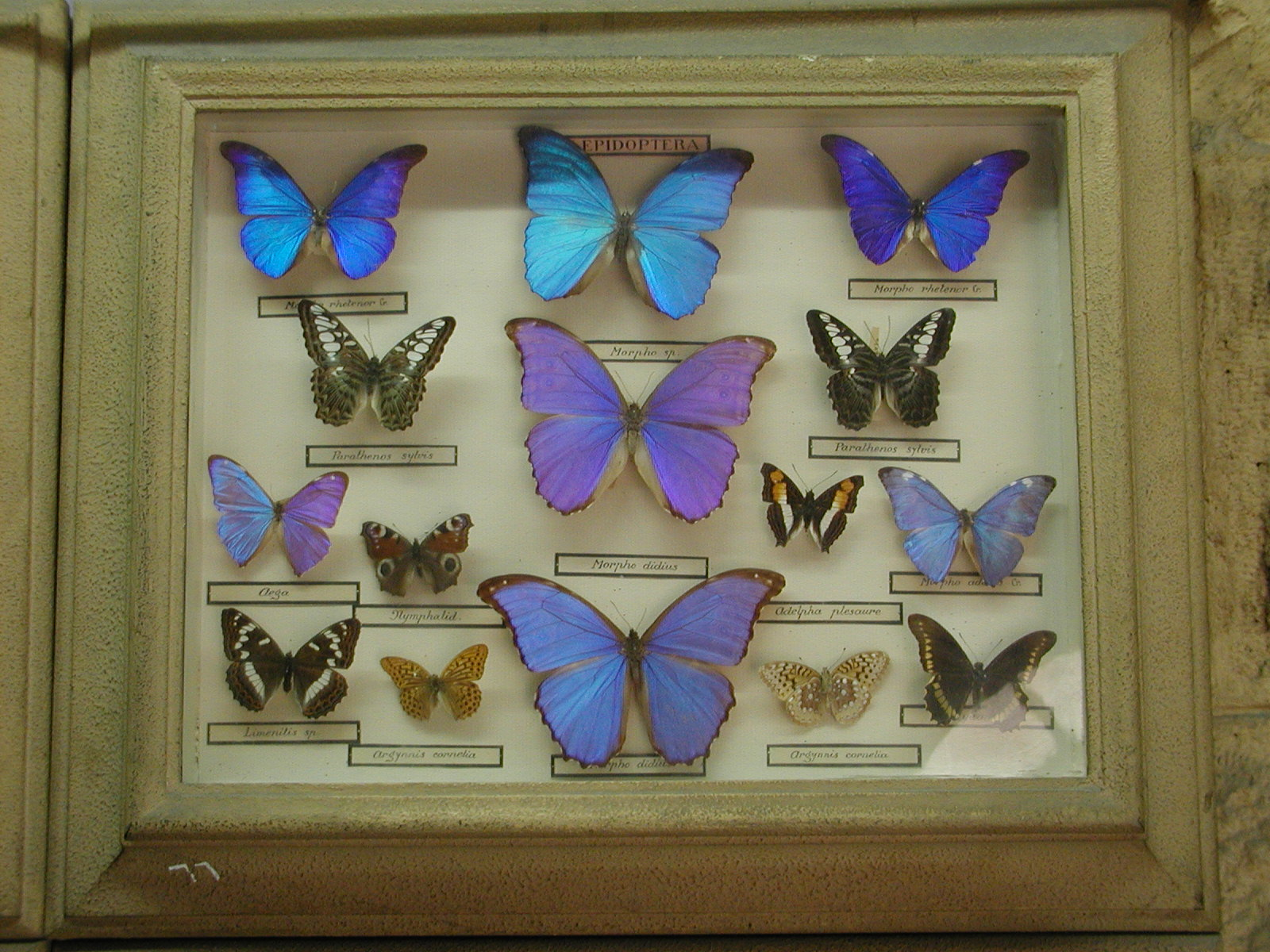
Museo Manial, la collezione di farfalle vintage del principe